# Initiative populaire « pour garantir l'AVS - taxer l'énergie et non le travail ! »
L'initiative populaire « pour garantir l'AVS - taxer l'énergie et non le travail ! », est une initiative populaire fédérale suisse, rejetée par le peuple le 2 décembre 2001.

## Contenu
L'initiative demande la création d'un article 41quarter à la Constitution fédérale créant une taxe sur les énergies non renouvelables ainsi que sur l'électricité d'origine hydroélectrique produite dans les centrales d'une puissance de plus d'un mégawatt. Cette taxe doit être attribuée au financement de l'assurance-vieillesse et survivants (AVS), de l'assurance-invalidité (AI) et des allocations pour perte de gain (APG).
Le texte complet de l'initiative peut être consulté sur le site de la Chancellerie fédérale.

## Déroulement

### Contexte historique
Cette initiative, déposée par le Parti écologique suisse, fait partie d'un vaste programme politique axé sur trois objectifs, à savoir la diminution des atteintes à l'environnement, la lutte contre le chômage et le financement des œuvres sociales. Elle est lancée simultanément avec l'initiative populaire « pour une retraite à la carte dès 62 ans, tant pour les femmes que pour les hommes » qui offre la possibilité de prendre sa retraite dès 62 ans en profitant d'une rente complète, la présente initiative devant assurer le financement de cette nouvelle mesure. Ces deux initiatives sont les premières présentées par le parti des Verts suisses.

### Récolte des signatures et dépôt de l'initiative
La récolte des 100 000 signatures nécessaires débute le 22 novembre 1994. Le 22 mai 1996, l'initiative est déposée à la Chancellerie fédérale, qui constate son aboutissement le 4 novembre.

### Discussions et recommandations des autorités
Le Conseil fédéral, dans son message adressé à l'Assemblée fédérale, recommande le rejet de l'initiative sans lui opposer de contre-projet. En effet, il juge que celle-ci aurait un effet défavorable à la fois sur le plan de la politique budgétaire, de la politique sociale et de la politique économique. Il relève enfin que le texte ne fixe pas de taux maximum pour cette nouvelle taxe, empêchant ainsi une évaluation de son impact financier et économique.
Alors que le Parlement devait étudier cette initiative, le processus s'est retrouvé bloqué. En effet, pratiquement simultanément, trois initiatives traitant du même sujet sont déposées à la Chancellerie fédérale ; comme le prévoit dans ce cas l'article 28 de la loi sur les rapports entre les conseils, la première initiative déposée est traitée en premier dans les délais prescrits, les initiatives suivantes devant être traitées dans l'ordre où elles ont été déposées, mais dans le délai d'une année à partir de la votation sur la dernière initiative. Dans ce cas, la première initiative déposée, intitulée Initiative populaire « énergie et environnement », est retirée par le comité référendaire à la suite de la proposition d'un contre-projet qui est refusé en votation populaire le 24 septembre 2000. À la même date, la seconde initiative appelée initiative « solaire » a également été rejetée par 67,0 % des votants.
C'est donc, comme le prévoit la loi, après cette votation que le Parlement reprend l'étude de l'initiative, avec en mémoire le résultat négatif des deux votations précédentes. Convaincus que « le moment n'était pas propice à de nouvelles propositions de textes introduisant les taxes écologiques », les deux chambres soutiennent la position du Conseil fédéral et proposent le rejet de l'initiative.
Les recommandations de vote des partis politiques sont les suivantes : 
| Parti politique              | Recommandation |
| ---------------------------- | -------------- |
| Parti chrétien-social        | oui            |
| Parti démocrate-chrétien     | non            |
| Parti évangélique            | oui            |
| Parti libéral                | non            |
| Parti de la liberté          | non            |
| Parti radical-démocratique   | non            |
| Parti socialiste             | oui            |
| Union démocratique du centre | non            |
| Les Verts                    | oui            |

### Votation
Soumise à votation le 2 décembre 2001, l'initiative est refusée par l'ensemble des 20 6/2 cantons et par 77,1 % des suffrages exprimés. Le tableau ci-dessous détaille les résultats par canton :